# Zelfmoord

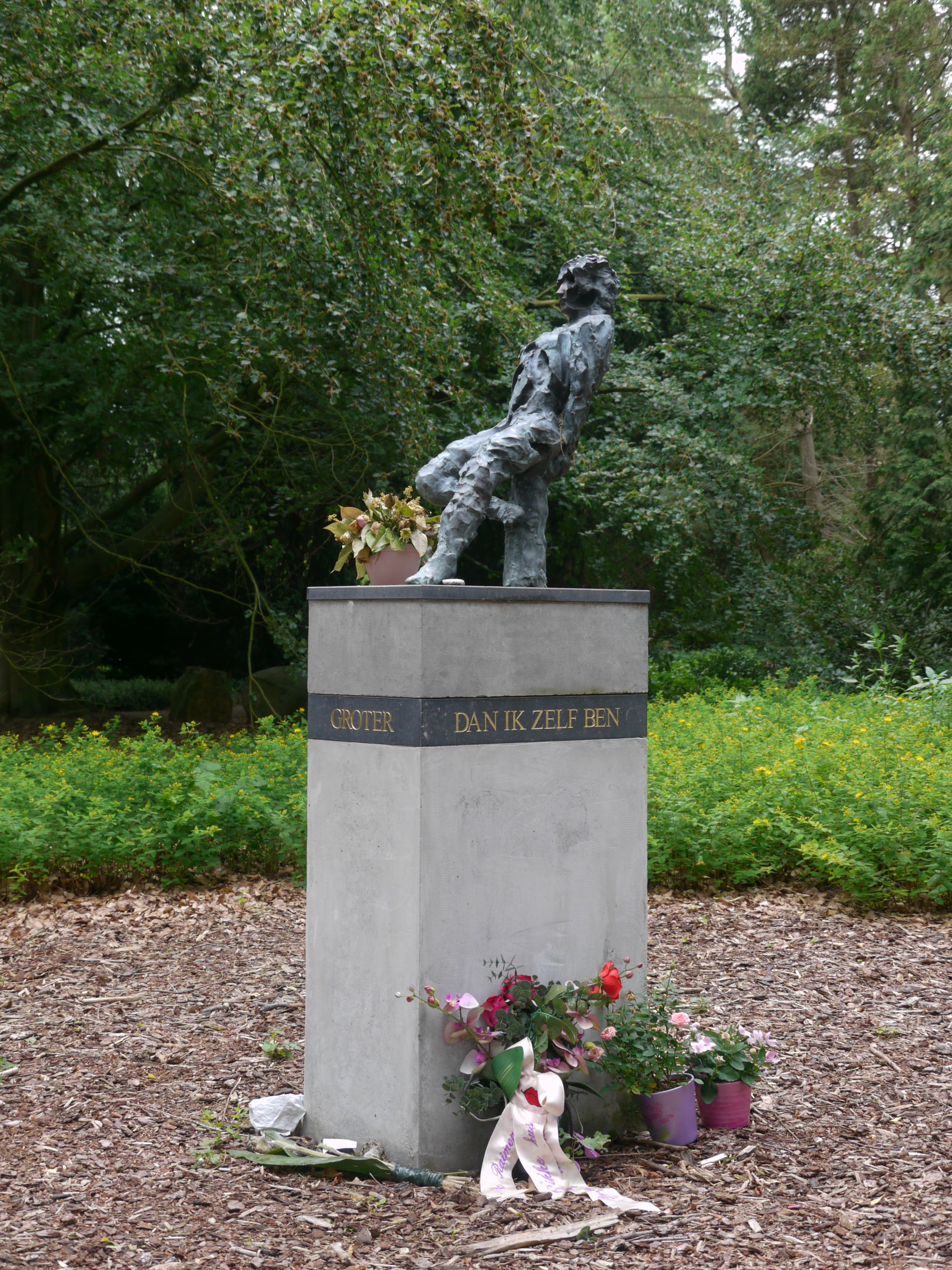
'Het leven is groter dan ik zelf ben' door Hanspeter Nagtegaal, monument waar nabestaanden kunnen stilstaan bij de zelfgekozen dood van een naaste. (Deventerstraat, Apeldoorn.)

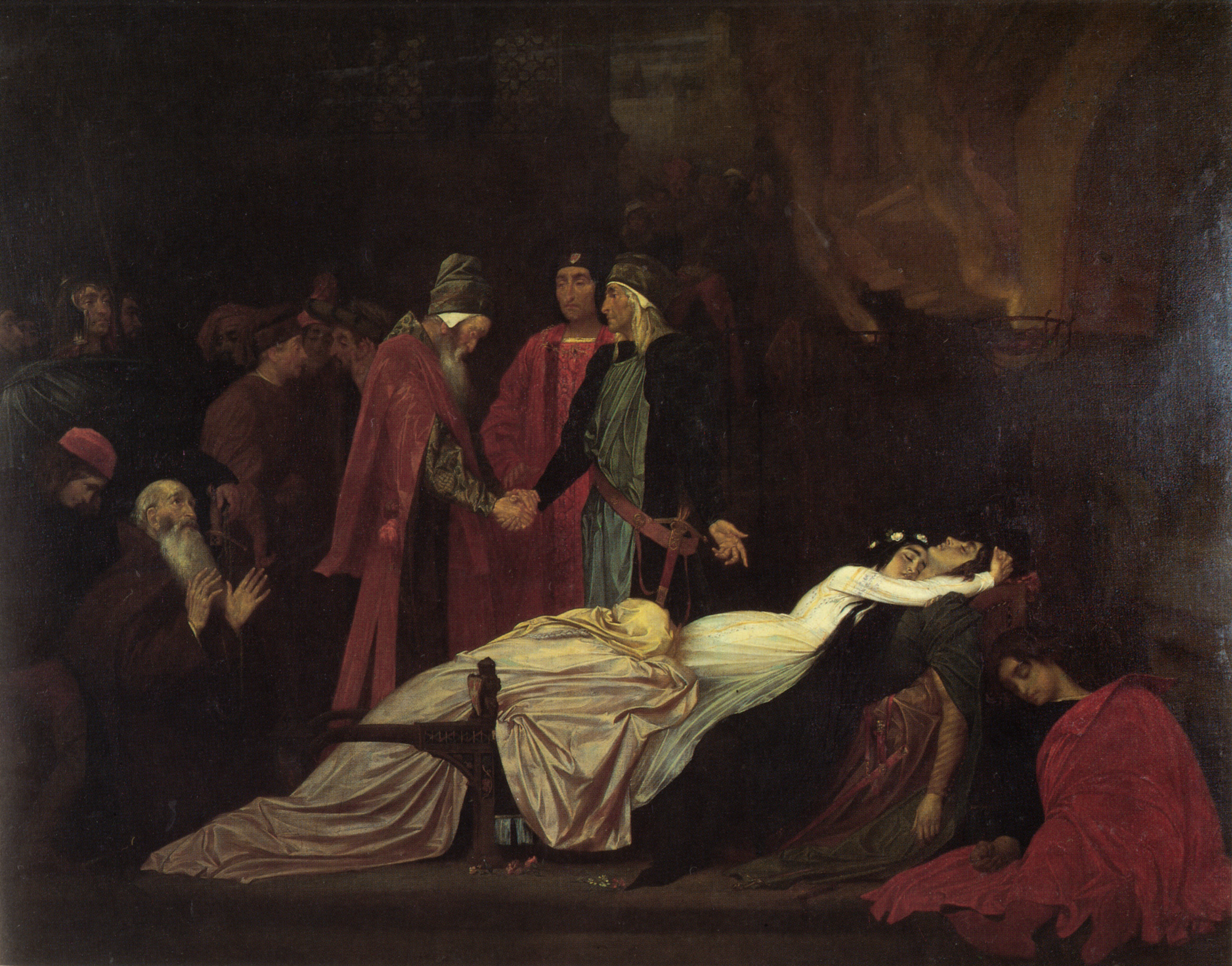
De tragisch-romantische zelfmoord van Romeo en Julia (Frederic Leighton, 1855)

Zelfmoord, zelfdoding of suïcide (Latijn: suicidium, van sui = zelf/zichzelf en caedere = doden) is het opzettelijk beëindigen van het eigen leven.
Een poging het eigen leven te beëindigen die niet tot de dood heeft geleid noemt men een zelfmoordpoging (Latijn: tentamen suicidii; afkorting TS).
Een situatie waarbij iemand onbedoeld door eigen handelen overlijdt, bijvoorbeeld door onopzettelijke inname van een te grote hoeveelheid medicatie of drugs, is geen zelfdoding, maar een ongeval.
In sommige situaties is het niet goed mogelijk om onderscheid te maken tussen zelfmoord en een ongeval, zoals bij Russische roulette, extreem roekeloos gedrag of bij personen die niet wilsbekwaam zijn.
In juridische zin is zelfmoord in België en Nederland geen 'moord'; het is in deze landen geen strafbaar feit, los van het feit dat een overledene niet bestraft kan worden. Als de wijze van zelfdoding een onrechtmatige daad is, kan de door anderen geleden schade wel ten laste van de nalatenschap komen (zie bijvoorbeeld Treinsuïcide).
Volgens bepaalde geloofsovertuigingen handelt men bij zelfdoding tegen normen en waarden.
Een variant van zelfmoord is zelfeuthanasie, waarbij men de nabestaanden in het proces betrekt. Zelfeuthanasie verschilt van euthanasie, waarbij het leven door een arts wordt beëindigd. Dit laatste is in Nederland onder bijzondere omstandigheden toegestaan. Iemand helpen of aanzetten om het eigen leven te beëindigen is strafbaar in vele landen, zo ook in Nederland, België en Suriname, tenzij het gaat om helpen onder vergelijkbare voorwaarden als die voor euthanasie.

## Motief, risicofactoren en gedrag

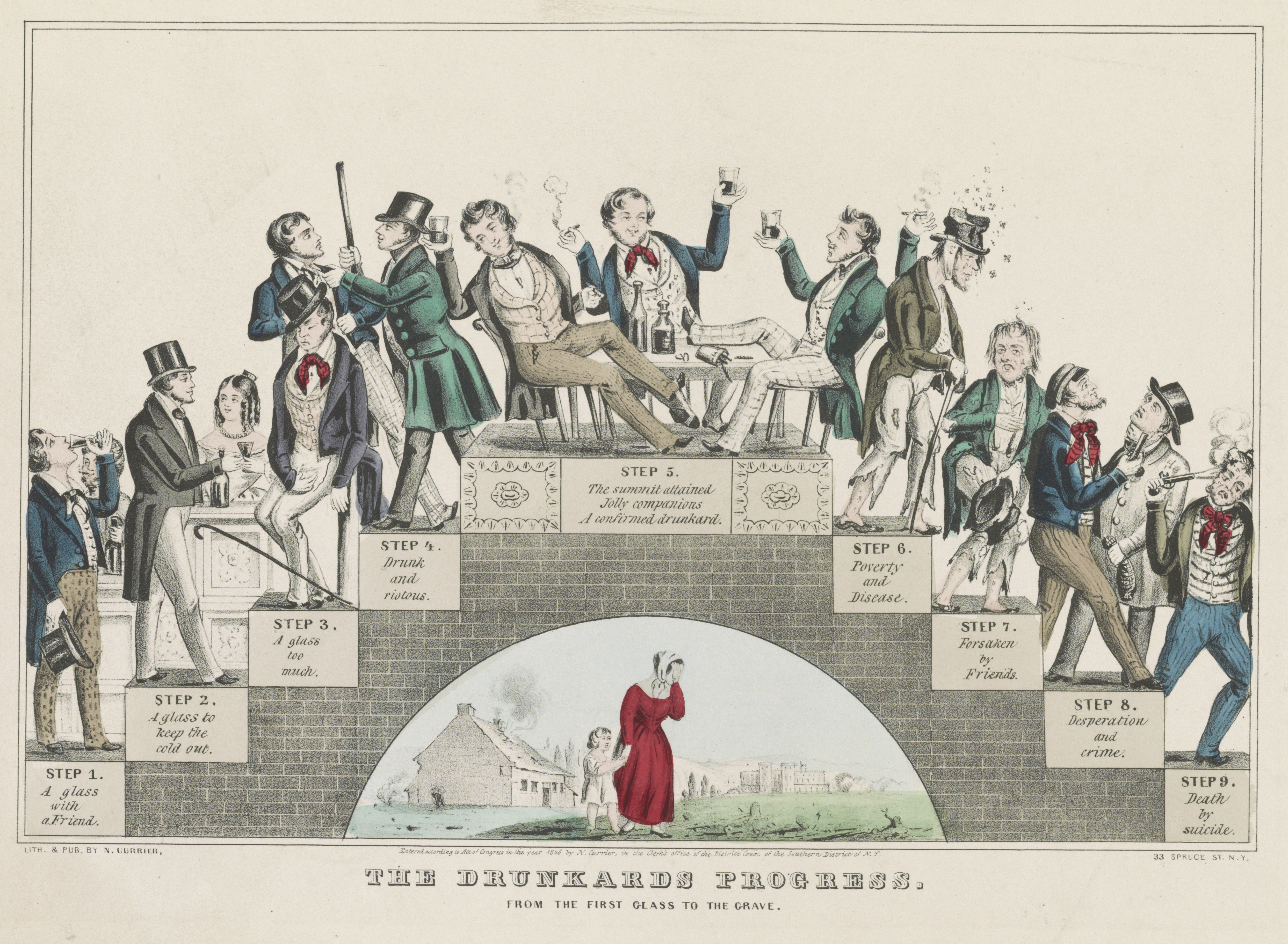
"The Drunkard's Progress", 1846, prent over alcoholisme en kans op armoede, misdaad en zelfmoord

Het motief voor zelfdoding is niet altijd duidelijk. Soms laat de overledene een document (bijvoorbeeld een afscheidsbrief of een bericht op sociale media) achter, waaruit blijken kan wat de persoon in kwestie heeft bewogen om tot deze daad over te gaan. Sommige geneesmiddelen kunnen depressies en zelfmoordgevoelens veroorzaken of verergeren.
Émile Durkheim deed in Le Suicide uit 1897 onderzoek naar zelfmoord en wist met behulp van statistiek een ogenschijnlijk heel psychologisch onderwerp te beschrijven als een sociaal feit beïnvloed door de sociale cohesie van de samenleving. Hij maakte daarbij onderscheid tussen egoïstische, altruïstische, anomische en fatalistische zelfmoord. Een Europees onderzoek uit 2017 benoemt vier redenen waarom mensen een zelfmoordpoging kunnen doen volgens de Feuerlein-schaal: dood willen, zichzelf schade willen toebrengen, willen ontsnappen aan een ondraaglijke situatie en als schreeuw om hulp of aandacht.
Risicofactoren die leiden tot een verhoogde kans op zelfmoord zijn psychische stoornissen (90% van de plegers) zoals depressie, dysthymie, bipolaire stoornis, of schizofrenie. Middelenmisbruik zoals alcoholisme en het gebruik van sommige medicatie zoals sedativa verhoogt het risico. Meer impulsieve zelfmoord of zelfmoordpogingen kunnen worden veroorzaakt door hoge stress naar aanleiding van financiële problemen, problemen met relaties en werk, een uitzichtloze medische conditie, sociale isolatie, pesten, seksueel misbruik en mishandeling. 
Bepaalde bevolkingsgroepen met verhoogde sociale isolatie hebben een verhoogd risico zoals homoseksuelen en transgenders. Familieachtergrond, jeugdtrauma, posttraumatische stressstoornis, blootstelling aan zelfmoordgedrag van anderen en beschikbare middelen zijn ook kansverhogend. Volgens de organisatie Kidsrights laten studies in 2025 een direct verband zien tussen intensief internet- en socialemediagebruik en een toename van pogingen tot zelfdoding onder jongeren onder de 19 jaar. Volwassenen met meerdere jeugdtrauma's of psychische aandoeningen hebben een sterk verhoogd risico. Degenen die eerder zelfmoord hebben gepoogd, lopen een duidelijk hoger risico op toekomstige pogingen.
Een van de meest gebruikte theorieën over zelfmoord spreekt van een gevoel tot last te zijn voor de omgeving samen met de gedachte er alleen voor te staan, sociaal geïsoleerd te voelen, de meest gevaarlijke combinatie is waarin het denken aan zelfmoord ontstaat. En zeker wanneer dit gevoel als stabiel en onveranderlijk wordt ervaren. Om vervolgens tot zelfdoding over te gaan, heeft de persoon vaak ook een aangeleerde verminderde doodsangst of een grotere tolerantie tegenover pijn.
Acute waarschuwingssignalen voor zelfmoord zijn: praten over zelfmoord of praten over geen reden tot leven meer te hebben en zoeken naar middelen en methoden. Vaak treden ook combinaties van verschillende negatieve gedrags- en gemoedsgesteldheidveranderingen op zoals, exteme zelfhaat, woede-uitbarstingen, verhoogde angst en paniek, meer drugsgebruik, afzonderen, slechter slapen, apathie, verwaarlozing en signalen van afscheid nemen. Vaak wordt zelfmoord beschreven als een proces: van gedachte en wens, naar plan en actie, gedurende enkele maanden of jaren. Naar schatting zocht 30% van de mensen die door zelfdoding omkwamen in Nederland hulp om hun gedachten te bespreken.
Behandeling voor depressieve zelfmoordgedachten bestaat uit inzicht geven aan patiënten dat uitzichtloosheid, zware wanhoop en zelfmoordgedachten symptomen zijn van een eventuele depressie en dat de meeste depressies tijdelijk zijn; en vervolgens een dergelijke depressie te behandelen met begrip, coaching en gezonde leefregels.
Economische crisissen en een dalend consumentenvertrouwen zijn gerelateerd aan een (tijdelijke) stijging van het aantal zelfmoorden. In landen waar euthanasie verboden is, of moeilijk te verkrijgen, komt zelfdoding meer voor bij mensen met sommige chronische en terminale ziekten.

## Ethische en culturele aspecten

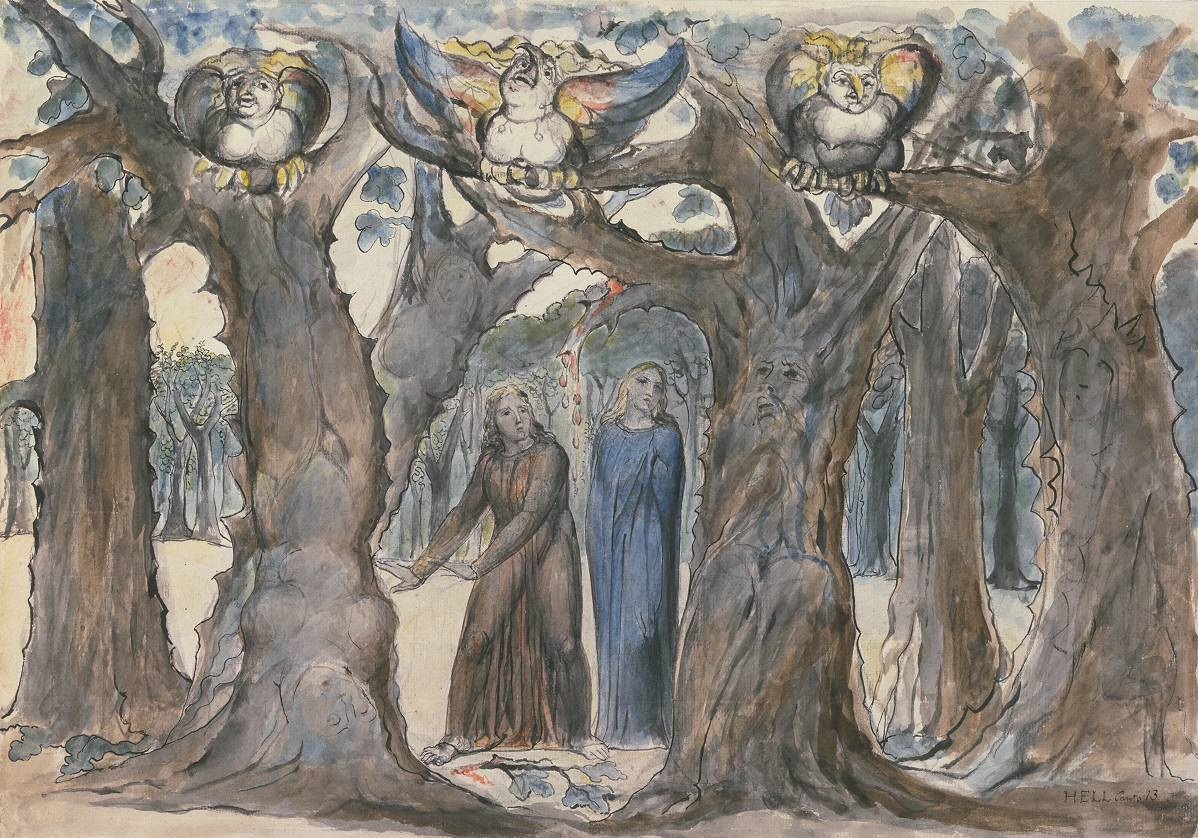
The Wood of the Self-Murderers: The Harpies and the Suicides (1824–1827) door William Blake; illustratie bij het deel Inferno van de middeleeuws christelijke De goddelijke komedie (1308-1320) van Dante Alighieri

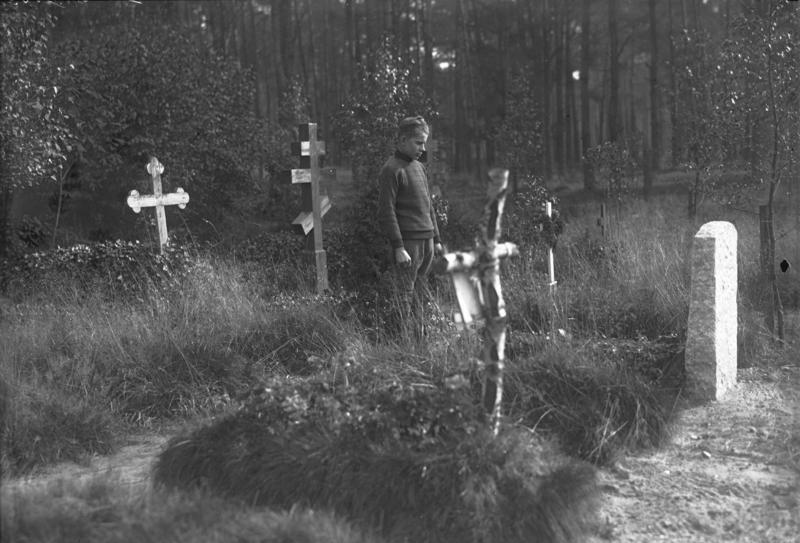
Berlin-Grunewald-zelfmoordbegraafplaats 1931

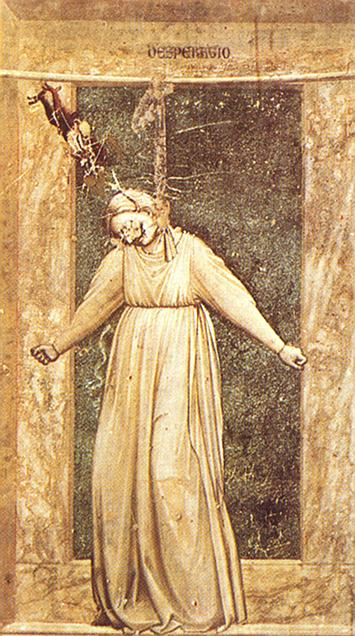
De zeven zonden: "Wanhoop" van Giotto di Bondone, 1305

Zelfdoding is een verschijnsel dat zich in vrijwel alle samenlevingen manifesteert, maar naargelang van plaats, tijd en levensbeschouwing verschillend beoordeeld werd en wordt.
Het boeddhisme, het hindoeïsme, het jodendom, de islam en het christendom wijzen zelfdoding af, het shintoïsme niet (zie seppuku en kamikaze). Van de wereldgodsdiensten hebben het jodendom en het christendom zelfdoding het scherpst veroordeeld. Het Concilie van Arles (452) veroordeelde zelfmoord als een misdaad en de Rooms-Katholieke Kerk beschouwt zelfmoord als iets dat ernstig in strijd is met de rechtvaardigheid, de hoop en de liefde en verboden is door het Vijfde Gebod. Zware psychische storingen, angst of ernstige vrees voor beproevingen, lijden of foltering, kunnen de verantwoordelijkheid van degene die zelf zijn leven beëindigt, echter verminderen.
In de Oudheid kwam zelfdoding vrij frequent voor in Griekenland, het Romeinse Rijk en Indië. Bekend zijn de zelfdodingen van Cato in 46 v.C. en van Seneca in 65 n.C.
In culturen waar op zelfdoding een taboe rust, wordt vaak getracht potentiële zelfdoders op andere gedachten te brengen. Daartoe zijn onder meer praatgroepen en telefonische hulplijnen in het leven geroepen. Nabestaanden en mensen die vermoeden dat iemand in hun familie of kennissenkring met zelfmoordplannen rondloopt, kunnen daar ook terecht.

## Rituele of gedwongen zelfmoord

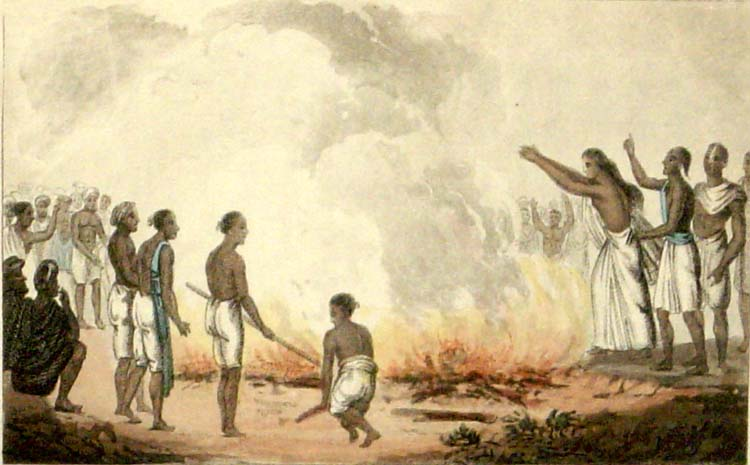
Hindoe weduweverbranding (1820)

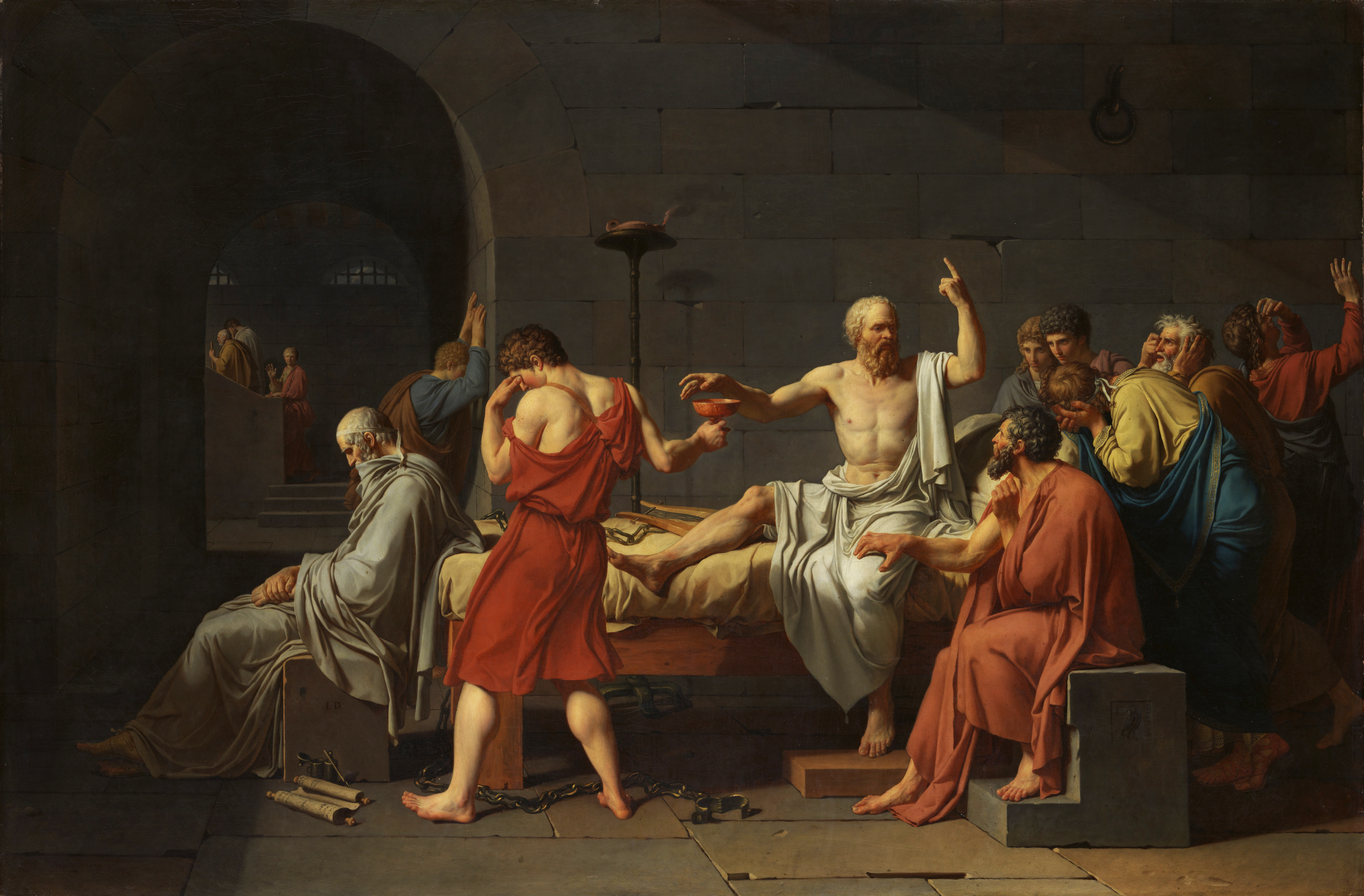
De dood van Socrates (1787) door Jacques-Louis David

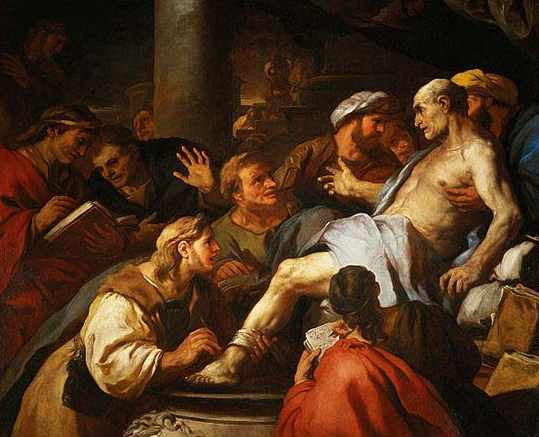
Dood van Seneca (1684) door Luca Giordano (1634-1705)

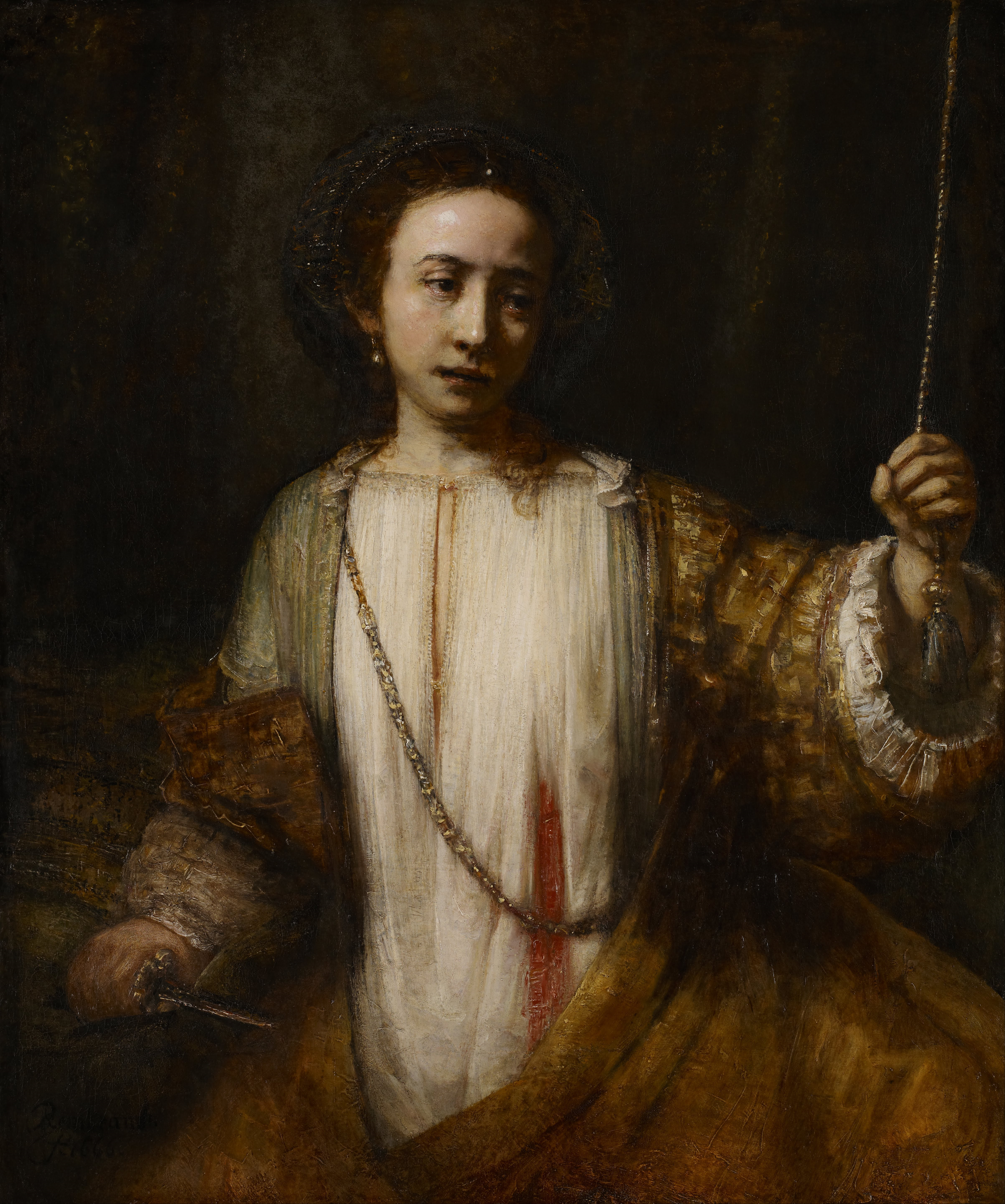
Lucretia (1666) door Rembrandt van Rijn

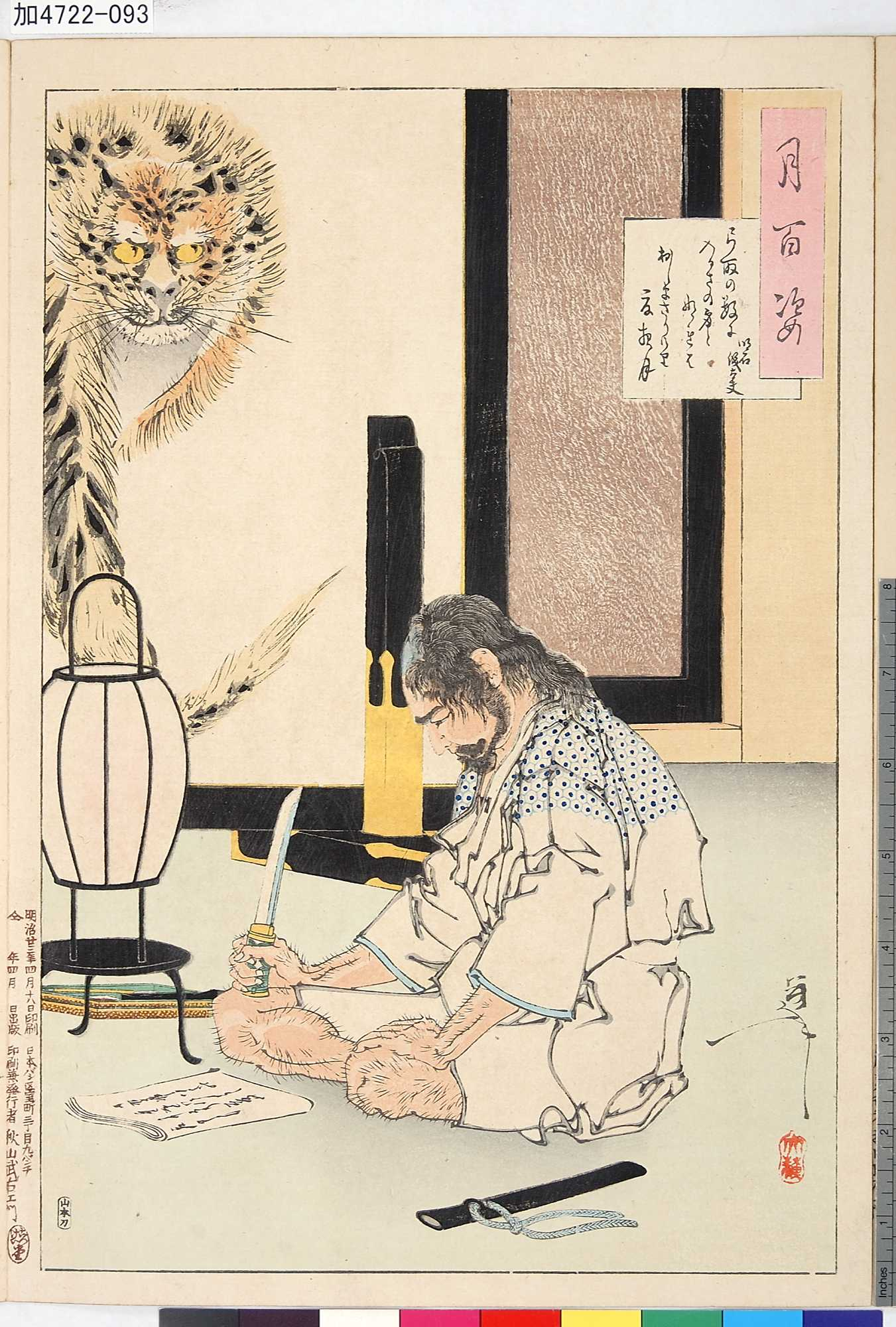
Generaal Akashi Gidayu, seppuku (1582)

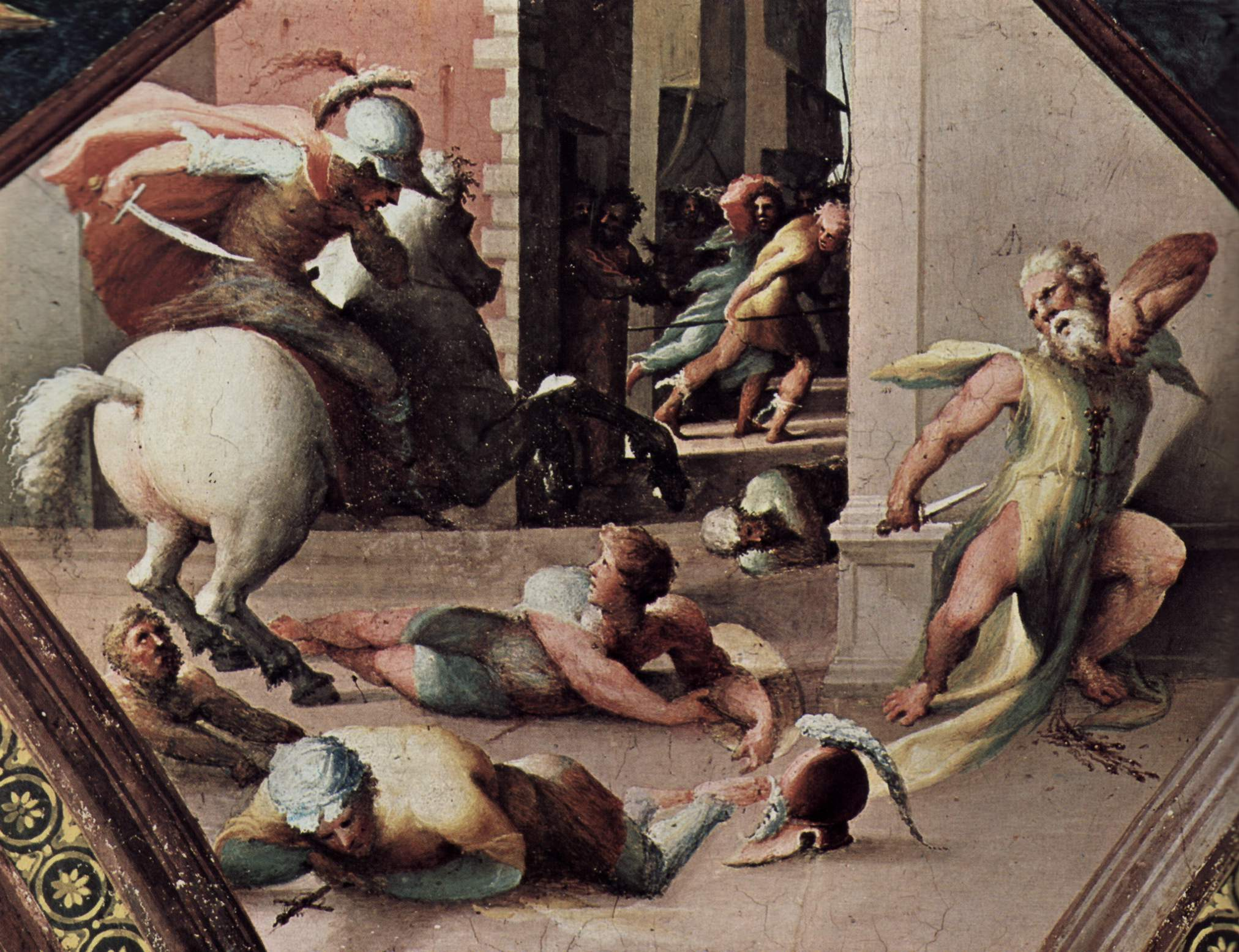
Zelfmoord van Cato de Jongere (1524) door Domenico Beccafumi

In sommige culturen was gedwongen zelfmoord een methode van executie, meestal voorbehouden aan aanzienlijke personen. In andere culturen wordt zelfmoord gezien als een manier om schande uit te wissen en gezichtsverlies te vermijden. In beide gevallen geldt het dus als een vrij eervolle dood.
In het oude Griekenland werd dit vonnis voltrokken door het drinken van een beker met vergif (welk gif is niet precies bekend; mogelijk was het gevlekte scheerling). De bekendste persoon die dit lot onderging was de filosoof Socrates.
In het Romeinse Rijk is de dood van Seneca een andere bekende gedwongen zelfmoord. Seneca sneed zijn aderen door gedwongen door keizer Nero op beschuldiging van deelname aan een moordaanslag tegen Nero.
De Egyptische koningin Cleopatra liet zich opzettelijk bijten door slangen, na verslagen te zijn door de Romeinse keizer Octavianus.
In de samoeraiperiode in Japan waren seppuku, harakiri en Jigai geritualiseerde vormen van zelfmoord om bijvoorbeeld schande en gezichtsverlies te ontgaan middels een 'eervolle dood'.
In sommige streken in India was het gebruikelijk voor weduwen om, vaak onder sociale of religieuze druk en dus niet vrijwillig, zelfmoord te plegen door op de brandstapel van hun overleden man te springen. Deze vorm van weduweverbranding (sati/suttee), is sinds 1829 verboden. Wie een mislukte poging doet of op een andere manier goedkeuring aan de sati geeft kan tot zeven jaar gevangenisstraf opgelegd krijgen.
De hindoeïstische vorsten van Bali en Lombok stierven liever dan dat zij zich door de Nederlanders lieten overwinnen. Deze rituele zelfdoding van vorst en hofhouding, soms ging het om 3500 gedode mannen, vrouwen en kinderen, wordt Perang Poepoetan genoemd.
In moderne samenlevingen is gedwongen zelfmoord ook een methode om een moord te camoufleren. Vaak is de reden dat men bang is voor tegenmaatregelen van de aanhangers van de persoon die men uit de weg wil ruimen. stafchef Ernst Röhm kreeg de opdracht zichzelf dood te schieten, maar deed dit niet, waarna hij door iemand anders werd doodgeschoten. Het nog maar pas aan de macht zijnde en daardoor nog kwetsbare nazi-regime was namelijk bang voor een opstand van zijn SA-mannen. Een ander voorbeeld is de Duitse generaal-veldmaarschalk Rommel, die deel zou hebben genomen aan de samenzwering tegen Hitler in 1944. Een openlijk proces met executie achtte Hitler te schadelijk wegens Rommels populariteit. Daarom werd Rommel overgehaald een gifpil te slikken met behoud van een volledig pensioen voor zijn weduwe en met het dreigement dat anders zijn gezin naar een concentratiekamp gestuurd zou worden. Het Duitse volk werd wijsgemaakt dat Rommel was overleden aan verwondingen die hij bij een bombardement had opgelopen.

### Aanzetten tot zelfmoord
Wanneer iemand 'gezelfmoord' is, betekent dit dat deze is aangezet tot zelfmoord. Dit kan bijvoorbeeld in extreme gevallen van pesten of chantage waarbij het slachtoffer het leven dermate moeilijk wordt gemaakt dat deze ervoor kiest om de hand aan zichzelf te slaan. Bijgevolg is er geen sprake van een echte moord, omdat het hier zelfmoord betreft. Gevallen zijn onder anderen Meinoud Rost van Tonningen (vermoedelijk).

## Statistische gegevens
Zelfmoord komt voor als een doodsoorzaak in de overlijdensstatistiek van België en Nederland.

### Geslacht
Mannen doden zichzelf bijna twee keer zo vaak als vrouwen, maar de zelfmoordpoging komt meer voor bij vrouwen. Redenen hiervoor zijn dat een zelfmoordpoging bij vrouwen vaker bedoeld is als een noodkreet of een ontsnappingspoging en een manier om hun onoverkomelijk probleem te laten zien aan de buitenwereld. Mannen wachten met een zelfmoordpoging vaker tot ze echt geen andere uitweg meer zien dan de dood en daarom alleen een poging ondernemen als ze er zeker van zijn dat die poging zal 'lukken'.

### Nederland
In de jaren 1890 bedroeg de zelfmoordincidentie 56 per miljoen inwoners en in 1971 waren er 1216 zelfmoorden (94 per miljoen inwoners).
- 1891-1900: 273 (56 per miljoen inwoners)
- 1971: 1216 (94 per miljoen inwoners)
- 1998: ca. 100 per miljoen inwoners[31]
- 2017: ca. 117 per miljoen inwoners
- 2020: 105 per miljoen inwoners[32]

8% van de Nederlandse bevolking heeft ooit serieus aan zelfmoord gedacht als oplossing voor de situatie waarin ze verkeren, 3% heeft ooit een plan gemaakt en 2% heeft ooit een poging ondernomen. De helft van de mensen die ooit een poging heeft ondernomen, onderneemt meer dan één poging. Ongeveer 1% van alle sterfgevallen is een suïcide. Een derde van de (eerste) pogingen was niet de bedoeling om dood te gaan. 75% van de pogingen vindt plaats binnen het jaar van het ontstaan van de suïcidale gedachte. Elk jaar overweegt 1% van de bevolking in Nederland zelfdoding; 0,4% maakt een plan en 0,1% doet een zelfmoordpoging. 40% van de mensen die dachten aan suïcide zochten geen hulp voor hun problemen. Jaarlijks krijgen ongeveer 14.000 mensen bij de spoedeisende hulp behandeling en worden ongeveer 8000 personen opgenomen in het ziekenhuis voor zelf toegebracht letsel. Onder jonge vrouwen tussen 15 en 25 jaar is zelfmoord de grootste doodsoorzaak. In Groningen werd in 2007 het hoogste aantal zelfmoorden per 100 000 inwoners geregistreerd en in Amsterdam waren het er niet veel minder. De meeste zelfdodingen komen voor bij vijftigers.
|      | Totaal aantal suïcides | mannen | vrouwen |
| ---- | ---------------------- | ------ | ------- |
| 1950 | 559                    | 373    | 186     |
| 1960 | 762                    | 468    | 294     |
| 1970 | 1049                   | 647    | 402     |
| 1980 | 1430                   | 901    | 529     |
| 1990 | 1450                   | 909    | 541     |
| 2000 | 1500                   | 999    | 501     |
| 2010 | 1600                   | 1124   | 476     |
| 2017 | 1917                   | 1304   | 613     |
| 2018 | 1829                   | 1176   | 653     |
| 2019 | 1811                   | 1232   | 579     |
| 2020 | 1823                   | 1228   | 595     |
| 2021 | 1862                   | 1295   | 567     |
| 2022 | 1916                   | 1315   | 601     |
| 2023 | 1862                   | 1303   | 559     |

### België
In België is zelfmoord de op een na meest voorkomende doodsoorzaak bij jonge mannen van 20 tot 24 jaar en de derde doodsoorzaak bij jonge vrouwen van die leeftijd. In de leeftijdsgroep van 25 tot 34 jaar is zelfmoord de eerste doodsoorzaak. Elke dag ontnemen gemiddeld zeven Belgen zich het leven, wat neerkomt op 248 zelfmoorden per miljoen inwoners. In de jaren 1890 bedroeg dit 124 per miljoen inwoners.
In de tabel hieronder staan de zelfmoordcijfers van het Vlaams Gewest, die gepubliceerd zijn door het Vlaams Agentschap Zorg en Gezondheid.
Het zelfmoordcijfer ligt bij Belgische gevangenissen een kwart hoger dan het Europese gemiddelde. De cijfers onderstrepen de noodzaak aan betere psychiatrische zorg voor gedetineerden.
| Jaar | Totaal aantal suïcides | Mannen | Vrouwen |
| ---- | ---------------------- | ------ | ------- |
| 2000 | 1174                   | 843    | 331     |
| 2005 | 1116                   | 818    | 298     |
| 2010 | 1069                   | 773    | 296     |
| 2015 | 1051                   | 752    | 299     |
| 2016 | 1057                   | 761    | 296     |
| 2017 | 978                    | 701    | 277     |
| 2018 | 984                    | 725    | 259     |
| 2019 | 960                    | 702    | 258     |
| 2020 | 970                    | 703    | 267     |
| 2021 | 913                    | 641    | 272     |
| 2022 | 1024                   | 706    | 318     |

Uit de tabel kan men concluderen dat er meer mannen zichzelf doden dan vrouwen. Gemiddeld gezien over de periode van 2000 tot 2017 doden er 2,56 meer mannen zichzelf dan vrouwen. Mannen doden zichzelf ook vaker op meer gewelddadige manier dan vrouwen. Mannen ouder dan 80 jaar zijn oververtegenwoordigd. In Vlaanderen gestandiseerd risico voor mannen tussen 35 en 60 jaar ongeveer iets boven de 30 per 100.000 inwoners per jaar, boven de 85 jaar stijgt dit risico naar 55. Gemiddeld voor de bevolking is het suiciderate 15 per 100.000 inwoners.
14% van de bevolking ouder dan 15 jaar in België heeft serieus nagedacht over zelfdoding, 5% de afgelopen 12 maanden, 4% zou ooit een poging hebben ondernomen. Ongeveer 2% van alle overlijdens is het gevolg van zelfmoord, bijna 3% van alle mannelijke overlijdens en iets meer dan 1% van de vrouwelijke overlijdens.
In Wallonië stierven in 2014 721 mensen, Brussels gewest 121, Vlaanderen 1054.
Vlaanderen noteerde in 2007 met 161 zelfmoorden per miljoen inwoners het tweede hoogste cijfer binnen de Europese Unie. Het jaarlijks aantal suïcidepogingen wordt op 10.000 pogingen geschat.
Sociologen trachten de verschillen in zelfmoordcijfers tussen landen met een vergelijkbaar sociaaleconomisch profiel zoals Nederland en Vlaanderen te verklaren. Religieuze en socioculturele verschillen en verschillen in de kwaliteit van de geestelijke gezondheidszorg en euthanasiebeleid zijn factoren die hierbij van belang zijn.

### Wereldwijd
Volgens een publicatie in februari 2019 door het medische tijdschrift BMJ is het aantal zelfmoorden wereldwijd van 1990 tot 2016 toegenomen met 6,7%.
Echter, de Global Burden of Disease Study houdt rekening met de toename van de wereldbevolking over deze periode van bijna 30 jaar en concludeert dat het aantal zelfmoorden is gedaald van 16,6 naar 11,2 per 100.000 inwoners.
Zelfmoord komt ook wereldwijd opvallend vaker voor bij mannen dan vrouwen: 15,6 tegen 7,0 per 100.000 inwoners.
Wereldwijd zijn ook opmerkelijke grote verschillen per land. De redenen hiervoor zijn niet goed onderzocht, wel wordt er gespeculeerd over mogelijke factoren die verschillen per gemeenschap, zoals verschillen in volksaard, drugs en alcoholverslaving, regio, individueel geweld, islamitische achtergrond, stigmatisering en schaamte, mate van hulp zoeken bij problemen, stress en wapenbezit.
Volgens het WHO sterven er elk jaar meer dan 700 000 mensen aan zelfmoord, dit betekent dat er elke 40 seconden iemand zich het leven neemt. Ook volgens data van het WHO zijn er voor elke zelfmoord meer dan 20 zelfmoordpogingen. 77% van de zelfmoorden vond plaats in lage- en middeninkomenslanden in 2019. Zelfmoord was verantwoordelijk voor 1,3% van alle sterfgevallen wereldwijd, waarmee het de 17e voornaamste doodoorzaak was in 2019.
| Land                | totaal 2019 | totaal 2010 | totaal 2000 | man 2019 | man 2010 | man 2000 | vrouw 2019 | vrouw 2010 | vrouw 2000 |
| ------------------- | ----------- | ----------- | ----------- | -------- | -------- | -------- | ---------- | ---------- | ---------- |
| Lesotho             | 88          | 87          | 43          | 147      | 153      | 74       | 35         | 31         | 16         |
| Guyana              | 41          | 36          | 36          | 65       | 58       | 58       | 17         | 16         | 15         |
| Suriname            | 26          | 27          | 25          | 41       | 44       | 39       | 12         | 12         | 12         |
| Zimbabwe            | 24          | 35          | 20          | 38       | 52       | 28       | 14         | 24         | 14         |
| Zuid-Afrika         | 24          | 27          | 27          | 38       | 42       | 43       | 10         | 13         | 12         |
| Rusland             | 22          | 33          | 49          | 38       | 59       | 89       | 7          | 10         | 13         |
| Korea               | 21          |             | 14          | 30       |          | 21       | 13         |            | 9          |
| Litouwen            | 20          | 31          | 46          | 36       | 56       | 81       | 6          | 10         | 15         |
| Uruguay             | 19          | 14          | 15          | 31       | 23       | 26       | 8          | 6          | 5          |
| Verenigde Staten    | 15          | 12          | 10          | 22       | 19       | 16       | 7          | 5          | 4          |
| België              | 14          | 17          | 18          | 20       | 24       | 27       | 8          | 9          | 10         |
| Japan               | 13          | 19          | 18          | 18       | 27       | 27       | 7          | 10         | 10         |
| India               | 13          | 16          | 19          | 15       | 18       | 21       | 11         | 13         | 17         |
| Zweden              | 12          | 12          | 12          | 17       | 17       | 17       | 8          | 7          | 8          |
| Kenia               | 11          | 12          | 16          | 18       | 19       | 25       | 5          | 6          | 8          |
| Australië           | 11          | 10          | 12          | 17       | 16       | 19       | 6          | 5          | 5          |
| Oeganda             | 10          | 15          | 22          | 19       | 27       | 39       | 4          | 5          | 9          |
| Frankrijk           | 10          | 14          | 16          | 15       | 21       | 24       | 5          | 7          | 8          |
| Oostenrijk          | 10          | 12          | 16          | 17       | 20       | 25       | 5          | 6          | 8          |
| Tsjechië            | 10          | 12          | 13          | 15       | 20       | 23       | 4          | 4          | 5          |
| Noorwegen           | 10          | 11          | 13          | 13       | 15       | 20       | 6          | 7          | 6          |
| Polen               | 9           | 16          | 15          | 17       | 28       | 27       | 2          | 4          | 5          |
| Nederland           | 9           | 8           | 8           | 13       | 12       | 11       | 6          | 5          | 5          |
| Thailand            | 8           | 7           | 12          | 14       | 12       | 16       | 2          | 3          | 7          |
| Duitsland           | 8           | 10          | 11          | 13       | 15       | 18       | 4          | 5          | 5          |
| Argentinië          | 8           | 8           | 9           | 14       | 14       | 16       | 3          | 3          | 3          |
| Portugal            | 7           | 9           | 6           | 12       | 14       | 10       | 4          | 4          | 2          |
| China               | 7           | 10          | 15          | 9        | 12       | 16       | 5          | 8          | 15         |
| Verenigd Koninkrijk | 7           | 7           | 8           | 10       | 11       | 12       | 3          | 3          | 4          |
| Brazilië            | 6           | 5           | 5           | 10       | 8        | 7        | 3          | 2          | 2          |
| Arabische Emiraten  | 5           | 6           | 8           | 6        | 8        | 9        | 3          | 3          | 5          |
| Iran                | 5           | 6           | 8           | 8        | 8        | 10       | 3          | 4          | 6          |
| Spanje              | 5           | 5           | 7           | 8        | 8        | 11       | 3          | 2          | 3          |
| Mexico              | 5           | 5           | 4           | 9        | 8        | 7        | 2          | 2          | 1          |
| Italië              | 4           | 5           | 6           | 7        | 8        | 9        | 2          | 2          | 3          |
| Griekenland         | 4           |             | 3           | 6        |          | 5        | 2          |            | 1          |
| Algerije            | 3           |             | 5           | 3        |          | 7        | 2          |            | 3          |
| Indonesië           | 3           | 3           | 4           | 4        | 4        | 6        | 1          | 2          | 2          |
| Turkije             | 2           | 3           | 4           | 4        | 4        | 7        | 1          | 1          | 2          |
| Jamaica             | 2           | 2           | 2           | 4        | 3        | 3        | 1          | 1          | 1          |
| Barbados            | 0,3         | 1           | 3           | 0,5      | 2        | 5        | 0,2        | 0,2        | 0,5        |

## Juridische en religieuze aspecten
In de Middeleeuwen werd zelfmoord in Europa door de invloedrijke Rooms-Katholieke kerk beschouwd als een zware zonde en ook volgens wereldlijk recht moesten na zelfdoding vaak maatregelen volgen. In het graafschap Vlaanderen tijdens de Bourgondische periode werd bijvoorbeeld na een zelfmoord het lijk van een zelfmoordenaar onteerd door het door de straten te slepen, of het aan een staak te spiesen; bezittingen konden in beslag worden genomen en begrafenis op een kerkhof kon geweigerd worden. Soms werd het lijk van een zelfmoordenaar met het hoofd omlaag aan een galg opgehangen om opgegeten te worden door de raven, of op een mesthoop gegooid. Er konden omstandigheden zijn die tot een mildere bestraffing van de nabestaanden konden voeren, bijvoorbeeld wanneer de persoon ernstig ziek of waanzinnig was, dit is bekend uit traktaten van Filips Wielant en Joos de Damhouder
Zoals in de meeste landen, is tegenwoordig in België, Nederland en Suriname zelfdoding of een poging daartoe niet strafbaar. Het kan overigens wel strafbaar zijn als door een dergelijke poging anderen in gevaar worden gebracht. In 2018 gaf het Belgisch hof van beroep te Gent aan dat ook dreigen met zelfdoding niet strafbaar is.
In 2021 bestonden in minstens 20 landen wel regels die zelfmoord of een poging daartoe als een strafbaar feit zien, of als reden om na de dood straffende maatregelen te treffen zoals het ongeldig verklaren van een testament.
In de wetgeving van vele landen zijn bepalingen opgenomen tegen levensberoving op verzoek en het aanzetten tot of het helpen bij zelfmoord.
In Nederland zijn levensberoving op verzoek (art 293 Sr) en aanzetten tot of hulp bij zelfdoding (294 Sr) strafbaar gesteld. Beide strafrechtartikelen werden in 2001 aangepast naar aanleiding van de legalisering van euthanasie, waarbij de regels voor levensbeëindiging op verzoek en hulp bij zelfdoding gelijk zijn.
In België zijn de juristen het oneens over de vraag of hulp bij zelfdoding strafbaar is. Iemand die niet heeft geholpen om de zelfdoding te voorkomen, kan in België in bepaalde omstandigheden worden vervolgd voor schuldig verzuim.
In Suriname geldt artikel 354 van het Wetboek van Strafrecht: 'Hij die opzettelijk een ander tot zelfmoord aanzet, hem daarbij behulpzaam is of hem de middelen daartoe verschaft, wordt, indien de zelfmoord volgt, gestraft met gevangenisstraf van ten hoogste drie jaren.'
In Zwitserland is hulp bij zelfdoding wettelijk mogelijk, hoofdzakelijk baserend op het zelfbeschikkingsrecht van mensen. Er mag geen eigenbelang van de helper bestaan en de wens tot zelfdoding moet tot op het laatst duidelijk zijn.

## Hulp bij zelfdoding
In Nederland is het geven van hulp bij zelfdoding strafbaar (behalve hulp van een arts, onder voorwaarden), maar het geven van adviezen niet. Er zijn meerdere organisaties actief die adviezen geven voor een pijnloze zelfdoding, zoals Stichting De Einder en Coöperatie Laatste Wil. Een andere uitzondering is hulp bij zelfdoding door een arts volgens de betreffende regels.
In Zwitserland is hulp bij zelfdoding wettelijk toegestaan. Verenigingen zoals Dignitas en Exit bieden in Zwitserland onder voorwaarden ook hulp aan niet-Zwitsers aan.

## Poging tot zelfmoord en parasuïcide
Met de uitdrukking 'poging tot zelfmoord' (tentamen suicidii of TS) bedoelt men een aanslag op zichzelf die niet tot de dood heeft geleid, inclusief die handelingen waarvan de persoon in kwestie vooraf vermoedt dat hij er niet aan zal overlijden. Deze beide vormen van poging tot zelfmoord – namelijk onbewust of bewust niet dodelijk – waartussen de grens niet scherp is, komen vele malen vaker voor dan een werkelijke zelfmoord. Mensen met deze neiging noemt men in de psychiatrie ook wel parasuïcidaal. Parasuïcide slaat dus op de niet-dodelijke handeling(en) van een persoon die zich opzettelijk verwondt (automutilatie) of zeer riskant gedrag vertoont. Deze handelwijze komt veel voor bij personen met een borderline-persoonlijkheidsstoornis. Veel mensen die door zelfmoord overlijden, hebben eerder een of meer pogingen tot zelfmoord ondernomen.

## Methoden

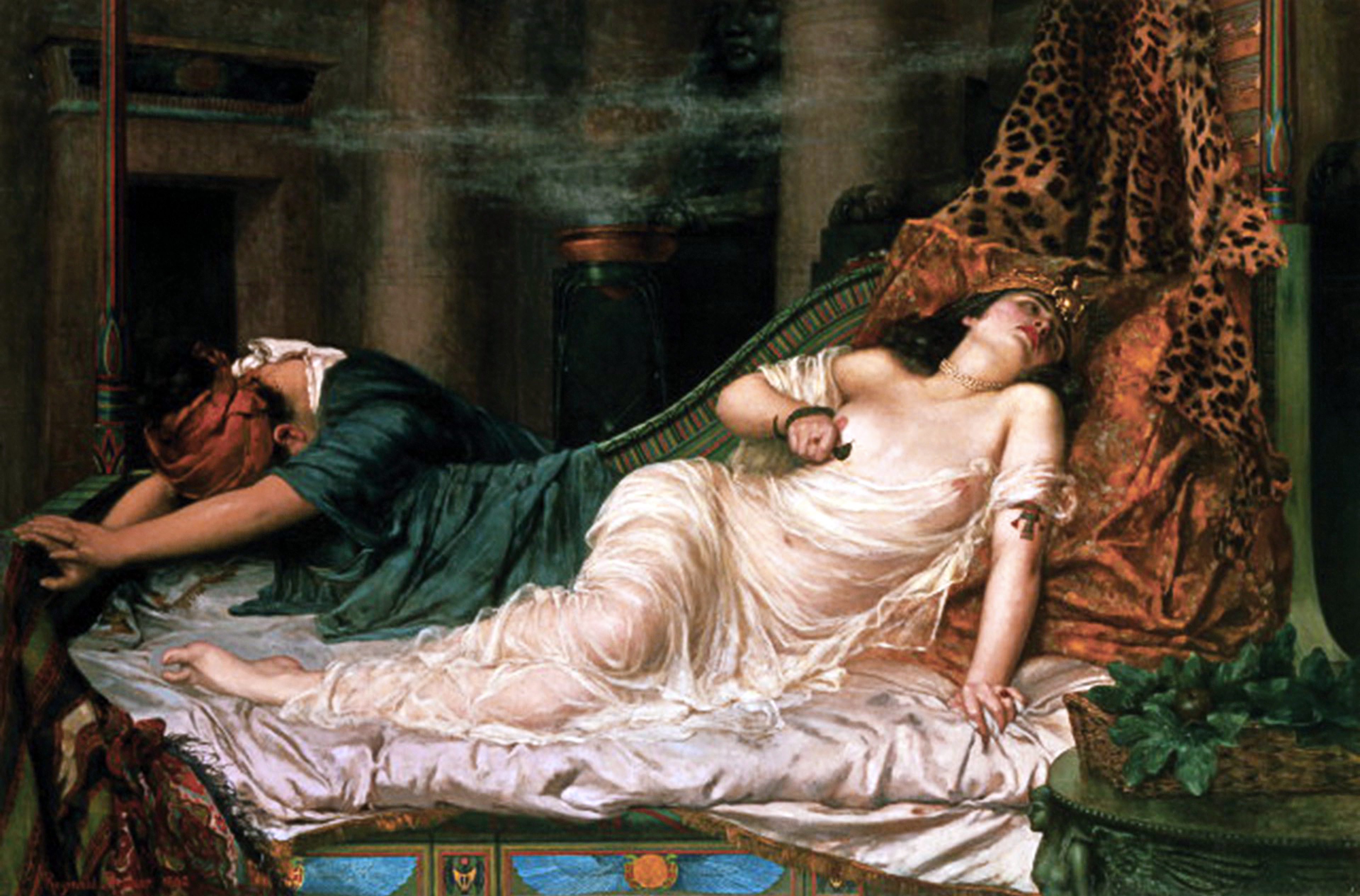
Cleopatra liet zich opzettelijk bijten door een giftige slang (Reginald Arthur, 1892)

The Death of Chatterton (1856), Henry Wallis

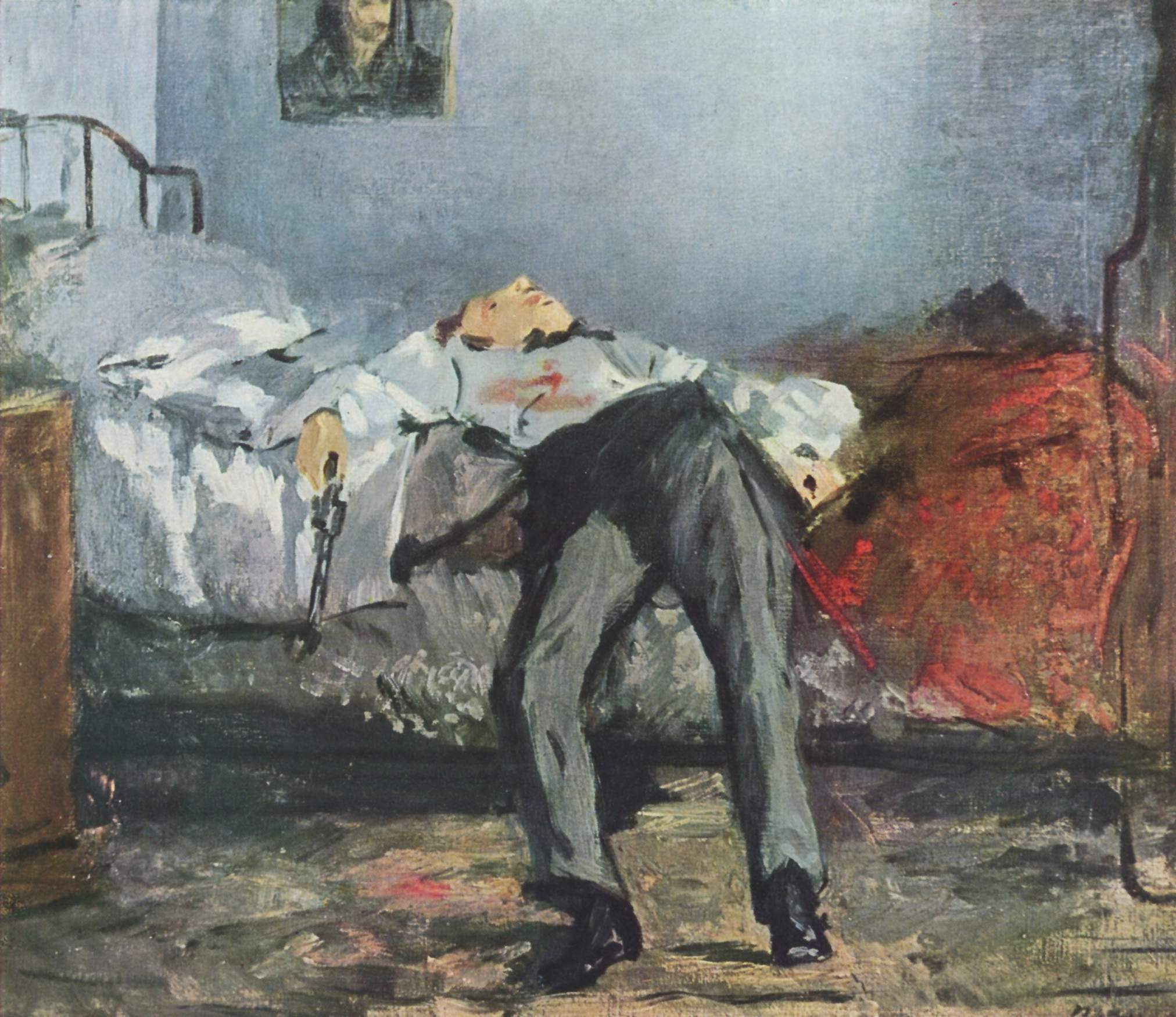
De zelfmoordenaar (1877) door Édouard Manet (1832-1883)

Bij de geslaagde zelfmoordpogingen onder mannen in Nederland in 2010 koos 50,6% voor ophanging of verwurging, 11,9% voor het gebruik van medicijnen en alcohol en 11,5% voor treinsuïcide. Ook onder vrouwen is de verhanging/verwurging de meest voorkomende methode, zij het in mindere mate (36,8%). De tweede meest gehanteerde methode onder vrouwen is medicijnen/alcohol (26,1%). Vrouwen kiezen daarnaast ook relatief vaker voor het springen van gebouwen: 11,3% tegenover 7,6% bij mannen. In landen met een hoge vuurwapenbeschikbaarheid, zoals Zwitserland of de Verenigde Staten wordt vaker een vuurwapen gebruikt.
Pijnloze methodes maken gebruik van giftige gassen zoals koolstofmonoxide of gassen die de zuurstof verdrijven, zoals stikstof. Bij alle pijnloze methodes kan het een probleem zijn, dat er een zekere tijd ligt tussen bewusteloosheid en het stoppen van de hartslag. Als het proces onderbroken wordt is er kans op overleven met ernstige hersenschade. Een andere manier is het bewust stoppen met eten en drinken, een proces dat versterving wordt genoemd. Over pijnloze methodes werd lange tijd geen informatie verstrekt uit angst dat het aantal zelfmoorden daardoor zou toenemen. Deze angst is niet gebaseerd op wetenschappelijk onderzoek, integendeel. Zo blijkt bij terminaal zieken de geruststelling dat een pijnloze dood mogelijk is, voor velen genoeg om een natuurlijke dood te sterven.

## Zelfmoordaanslag
Het komt ook voor dat mensen anderen opzettelijk schade toebrengen met verlies van eigen leven. Tijdens de Tweede Wereldoorlog gebruikte Japan kamikazepiloten die zichzelf op een vijandelijk schip lieten neerstorten.
Er worden ook zelfmoordaanslagen gepleegd met religieuze en politieke doelen. Een voorbeeld zijn de terroristische aanslagen op 11 september 2001. Het aan moslimextremisme ontsproten zelfmoordterrorisme heeft veel bekendheid gekregen, maar het verschijnsel komt ook voor bij andere conflicten. De Tamiltijgers maakten er gebruik van en sinds 1994 wordt deze 'strategie' onder andere geassocieerd met de strijd in de Palestijnse gebieden, waar zij zou zijn bedacht door de leiding van Hamas.

## Zelfmoord in oorlogssituaties
Oorlogsomstandigheden kunnen leiden tot een toename van zelfdodingen, vooral onder burgers die worden geconfronteerd met vervolging, bezetting of maatschappelijke uitsluiting. Sociologische theorieën, zoals die van Émile Durkheim, stellen dat het risico op zelfdoding toeneemt bij dreigende sociale isolatie, wat in oorlogssituaties regelmatig voorkomt.
- In Nederland pleegden tijdens de Tweede Wereldoorlog honderden mensen zelfmoord, met name tijdens en na de Duitse inval in mei 1940. Velen waren joods of politieke vluchtelingen en zagen geen uitweg meer bij dreigende arrestatie, vervolging en deportatie. Deze golf van wanhoop werd later aangeduid als een ‘zelfmoordepidemie’.[69]

- Gedurende de Tweede Wereldoorlog voorkwamen verschillende gearresteerde verzetsmensen dat ze, bijvoorbeeld na marteling, hun kameraden zouden verraden door zichzelf te doden.
- In de slotfase van de Tweede Wereldoorlog in Nederland kwamen verhoogde zelfmoordcijfers voor, onder andere bij leden van de Nationaal-Socialistische Beweging (NSB) die vreesden voor vergelding na de bevrijding.[68]
- Toen de Russische troepen in 1945 Berlijn innamen en het einde van de Tweede Wereldoorlog nabij was, schoot Adolf Hitler zichzelf dood en zou zijn vrouw Eva Braun kaliumcyanide hebben ingenomen. In dezelfde bunker vermoordden Joseph Goebbels en zijn vrouw Magda Goebbels hun zes kinderen, waarna ze zichzelf van het leven beroofden. Ook Heinrich Himmler en Hermann Göring ontsnapten op deze manier aan een veroordeling.

## Collectieve zelfmoord
Wanneer een groep mensen samen kiest voor zelfdoding spreekt men van collectieve zelfmoord. Voorbeelden hiervan zijn:
- Branch Davidians[70]
- Orde van de Zonnetempel[71]
- Peoples Temple

## Preventie

### Nederland
Na een Algemeen Overleg Suïcidepreventie tussen meerdere ministeries en debatten in 2016 van de overheid, hebben de ministeries plannen van aanpakken gemaakt ter preventie van suïcide. Er is gestart met landelijke campagnes om het aantal suïcides en pogingen daartoe te proberen te verminderen en mensen bewuster te maken omdat er nog een taboe op rust. Er is onder andere een samenwerking tot stand gekomen tussen de overheid en 113 Zelfmoordpreventie, een organisatie die zich 24 uur per dag inzet om hulp te bieden aan iedereen die hiermee te maken heeft. Dit kan een persoon zijn die aan zelfdoding denkt maar kan ook iemand uit de directe omgeving zijn die zich zorgen maakt.
Aangenomen maar nog niet ingegaan is de Wet integrale suïcidepreventie die het suïcidepreventiebeleid structureel moet borgen. Aanhangig is de Wet toetsing levenseindebegeleiding van ouderen op verzoek.

### Internationaal
In augustus 2021 startte de FIFA met de campagne #REACHOUT, waarmee de organisatie sporters en mensen buiten de sport ertoe wil aanzetten te praten over eventuele psychische moeilijkheden die zij ervaren. Teresa Enke, de weduwe van de Duitse voetballer Robert Enke, die in 2009 als gevolg van depressies door zelfdoding om het leven kwam, was bij deze campagne betrokken.
"Als ze het gesprek willen aangaan, kan dat wellicht levens redden", Gianni Infantino, voorzitter van de wereldvoetbalbond.